# Release the Fury
Albums de Dagoba
Dagoba
Release the Fury est le premier EP de Dagoba.

## Liste des titres
1. Rush
2. Agression Comes Back To You
3. Something Stronger
4. Time 2 Go
5. My Army
6. Gods Forgot Me
7. + Vidéo "Rush"

## Crédits
- Shawter — chant
- Izakar — guitare
- Stephan — guitare
- Werther — basse
- Franky Costanza — batterie